# Boyūk Qeshlāq
Boyūk Qeshlāq (persiska: بيوك قشلاق) är en ort i Iran.   Den ligger i provinsen Zanjan, i den nordvästra delen av landet, 280 km väster om huvudstaden Teheran. Boyūk Qeshlāq ligger 1 684 meter över havet och antalet invånare är 142.
Terrängen runt Boyūk Qeshlāq är kuperad åt nordost, men åt sydväst är den platt. Runt Boyūk Qeshlāq är det ganska glesbefolkat, med 34 invånare per kvadratkilometer. Närmaste större samhälle är Sohrevard, 6,7 km öster om Boyūk Qeshlāq. Trakten runt Boyūk Qeshlāq består i huvudsak av gräsmarker.